# Yorgos Seferis
Yorgos Seferis (en griego: Γιώργος Σεφέρης) (13 de marzo de 1900-Atenas, 20 de septiembre de 1971) era el nombre por el que era conocido Yorgos Stilianú Seferiadis, poeta, ensayista y diplomático griego que consiguió el Premio Nobel de Literatura en 1963, el primero de su nacionalidad en lograrlo.

## Su vida
Nació en Esmirna (Imperio otomano; actualmente parte de Turquía), hijo de un abogado y de una hija de un poderoso terrateniente. Su padre, profesor de universidad, era considerado como el mejor traductor de Lord Byron. 
A la edad de 14 años, comenzó a escribir sus primeros poemas. En 1914 la familia se trasladó a Atenas, donde Yorgos prosiguió con sus estudios hasta 1917, año en que terminó el bachillerato. En 1918, siguió estudios de derecho y literatura en la Sorbona, París, terminando la carrera en 1924. Durante estos años siguió escribiendo versos y tomó contacto con la poesía francesa contemporánea. 
A pesar de su interés por la filología y por el arte, y estando muy ligado a su tierra, se incorporó al servicio diplomático griego cuando los turcos tomaron Esmirna, su ciudad natal, a principios de los años veinte. Desempeñó servicios como vicecónsul en Londres, conoció la poesía de T.S. Eliot, cuyo estilo le influyó mucho, y como cónsul en Albania en los años treinta. 
En 1931 publicó su primer volumen de poesía, Strofi (El momento crucial) y un año después apareció su segunda colección, I Sterna. En 1935 vio la luz Mythistorima.
En 1941 contrajo matrimonio con Maria Zannou, a la que había conocido en 1936. Durante la Segunda Guerra Mundial acompañó a los políticos griegos en el exilio, viviendo en Creta, Egipto, Sudáfrica e Italia.
Acabada la guerra fue embajador desde 1953 hasta 1957 en Líbano, Siria, Jordania e Irak. Posteriormente permaneció como embajador griego en Londres hasta 1962. A partir de esta fecha se retiró del servicio diplomático y se estableció en Atenas. 
En 1963 recibió el Premio Nobel de literatura. Seferis estuvo muy influido por Constantino Cavafis, T. S. Eliot y Ezra Pound.
En 1967 se pronunció en contra de la dictadura establecida por el general Papadopoulos, llegando a ser popular entre los jóvenes griegos.
Seferis, considerado el poeta griego más importante de la generación de la preguerra de los años treinta, falleció el 20 de septiembre de 1971. En su obra destaca su amor y nostalgia por el Mediterráneo y su ciudad natal, Esmirna.

## Su obra
Escribió en dimotikí glosa -la lengua del pueblo-, lengua griega que había seguido su natural evolución y que presentaba modificaciones notables con la lengua oficial, impuesta desde el Estado, llamada kazarévusa. Intentó combinar sus propias experiencias con la historia y la mitología. Una de sus principales fuentes de inspiración fue la Odisea de Homero, en particular, para mostrar cómo la personalidad humana no ha cambiado a través de los siglos.

### Obra poética
- I Strofi (H Στροφή), 1931 (El momento crucial)
- I Sterna (H Στέρνα), 1932 (La cisterna)
- Mythistórima (Μυθιστόρημα), 1935 (Novela), serie de poemas basados en la Odisea
- Ghimnopedhia, 1935
- Tetrádhio Yimnasmáton (Τετράδιο Γυμνασμάτων), 1940, cuaderno
- Imerologuio Katastrómatos I, II y III (Ημερολόγιο καταστρώματος Α΄, Β΄, Γ΄), 1940, 1944, 1955, diarios
- Kijli (Κίχλη), 1947
- El rey de Asine, 1948
- Poiímata, 1924-46, 1950
- Poems, 1960
- Tría kryfá poiímata (Τρία κρυφά ποιήματα), 1966 (Tres poemas secretos)
- Delphi, 1963

### Obra en prosa
- Ensayos (Δοκιμές), 3 vols.
- Seis noches en la Acrópolis, novela
- Días (diarios de un poeta), 1945, 1951, 1974, 7 vols.

## Traducciones al español
- El zorzal y otros poemas, trad. Lysandro Z. D. Galtier, Buenos Aires, 1966
- George Seferis: Poemas recogidos 1924-1955, 1967 (bilingüe, por Edmund Keeley y Philip Sherrard; Transporte)
- Setenta poemas de Giorgos Seferis, trad. Manuel Briceño Jáuregui; Universidad Católica Andrés Bello, Institutos Humanísticos De Investigación Caracas, 1973
- Poesía completa, trad. Pedro Bádenas de la Peña, Madrid, 1986.
- Antología poética, trad. Pedro Ignacio Vicuña, Madrid, 1989
- Diálogo sobre la poesía y otros ensayos, trad. José Antonio Moreno Jurado, Madrid, 1989
- Seis noches en la Acrópolis, trad. Vicente Fernández González, Madrid, 1990 (Premio nacional de traducción de España)
- El sentimiento de eternidad (El estilo griego,  II), trad.: Selma Ancira; Fondo de Cultura Económica, 1992
- Días 1925-1968, trad. Vicente Fernández González, Madrid, 1997
- Todo está lleno de dioses, trad.: Selma Ancira; Fondo de Cultura Económica, Ciudad de México, 1999
- Mithistórima, Stratis el marino y otros poemas, trad. Miguel Castillo Didier, Santiago de Chile, 2001
- Tres poemas secretos, edición bilingüe de Isabel García Gálvez con una introducción de Andrés Sánchez Robayna; Abada, Madrid, 2009